# Decaschistia peninsularis
Decaschistia peninsularis là một loài thực vật có hoa trong họ Cẩm quỳ. Loài này được Craven & P.A.Fryxell mô tả khoa học đầu tiên năm 1989.